# Athorism
Athorism är läran eller tron att asaguden Tor inte existerar. 
Den har främst hävdats av Richard Dawkins.  Dawkins Athorism är en parodi av kritiken av ateism. Idén är ungefär att : Bara för att du inte vet eller kan bevisa att Tor inte finns, betyder det inte att Tor finns. Bevisbördan om vem som skall visa vad, är enligt Athorismen sådan att de som tvivlar på Tor har bevisbördan. Trots allt, så finns ju åskan som förr ansågs vara ett bevis på Tors existens.